# Carnifex ardoisé
Micrastur mirandollei
Espèce
Statut de conservation UICN

 LC  : Préoccupation mineure
Le Carnifex ardoisé (Micrastur mirandollei) est une espèce d'oiseaux de la famille des Falconidae.

## Description
Ce rapace a un plumage gris avec la queue marquée de trois bandes blanches, la cire et les pattes jaunes.

## Répartition
Cette espèce vit en Bolivie, au Brésil, en Colombie, au Costa Rica, en Équateur, en Guyane française, au Guyana, au Panama, au Pérou, au Suriname et au Venezuela.

## Habitat
Cet oiseau fréquente les forêts.